# Конная статуя короля Чулалонгкорна
Конная статуя короля Чулалонгкорна —  бронзовая конная статуя Короля Чулалонгкорна (Рама V),  установленная на каменном постаменте в центре Королевской площади в Бангкоке, Таиланд. Церемония открытия состоялась 11 ноября 1908 года в честь 40-летия восшествия короля на престол.

## Описание и расположение

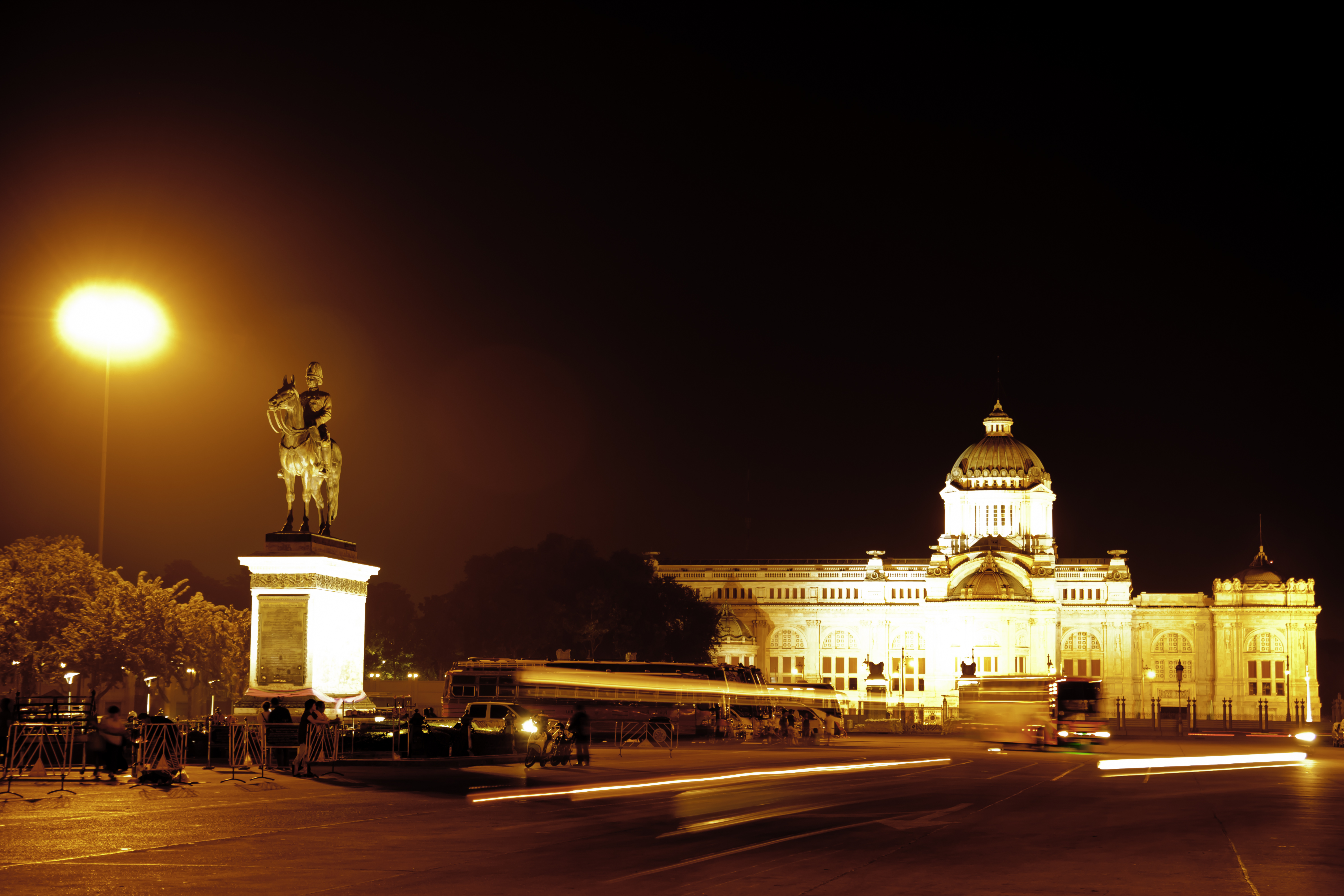
Конная статуя ночью

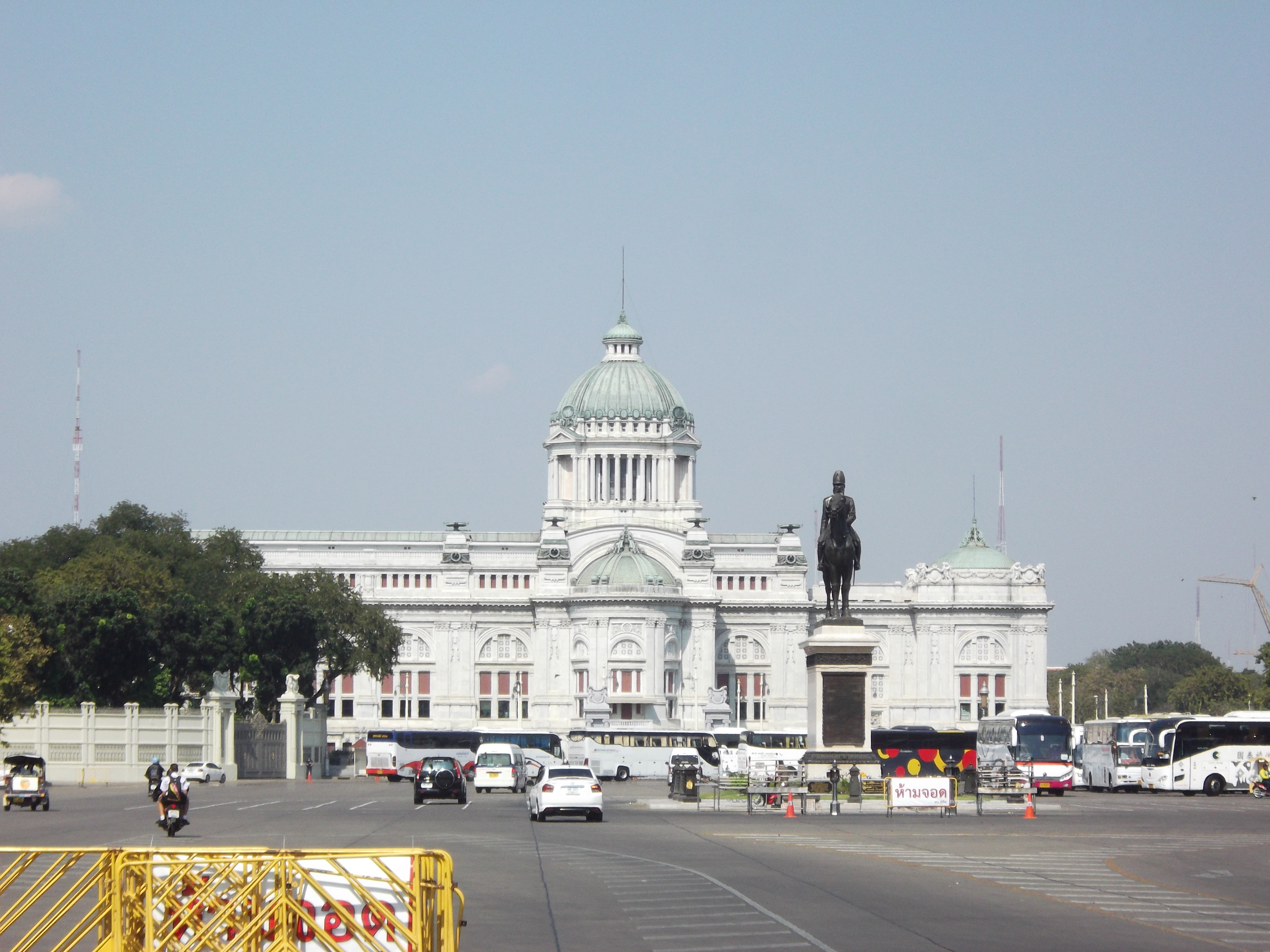
Королевская площадь и Конная статуя

Бронзовая конная статуя короля Чулалонгкорна открыта 11 ноября 1908 года в честь 40-летия восшествия на престол Короля Чулалонгкорна.  Конная статуя имеет высоту 5 метров, весит 6 тонн. Статуя прикреплена к 25-сантиметровому бронзовому основанию, находящемуся на шестиметровом мраморном постаменте.
На статуе изображен Король Чулалонгкорн в военном мундире фельдмаршала, держащим поводья в левой руке. Статуя стоит в центре Королевской площади Бангкока.

## История
В 1907 году, совершая тур по Европе, Король Чулалонгкорн посетил Версальский Дворец во Франции и был впечатлён Конной статуей короля Людовика XIV. У него появилась задумка возвести похожую статую и в Бангкоке.  Пожелания Короля дошли до наследного принца Вачиравуда, который после консультации с своими министрами, предложил в ознаменование 40-летнего юбилея восшествия короля возвести на общественные пожертвования конную статую короля.
После одобрения Чулалонгкорна принцу Шарлосаку Кридакаре, сиамскому послу во Франции, было поручено найти подходящий литейный завод для отлития скульптуры. Литейный завод нашелся. Это был завод компании Susse Frères, расположенной в Париже. Завод имел опыт таких работ.
За  работу отвечали два известных французских скульптора Кловис-Эдмонд Массон (Clovis-Edmond Masson) и Жорж Сауло (Georges Saulo). 22 августа 1907 года Чулалонгкорн отправился на литейный завод Susse Frères. Там в 1906 году была отлита конная фигура для конной статуи испанского короля Альфонсо XIII. Ее и переделали под статую для сиамского короля. К 1908 году конная статуя Короля Чулалонгкорн была отлита и  отправлена в Сиам.  11 ноября 1908 года она прибыла в порт Багкока.
Бюджет статуи оценивался примерно в 200 000 бат. На работы по сооружению памятника было собрано около 1 200 000 бат. Оставшиеся деньги король намеревался тратить по своему усмотрению, но 23 октября 1910 года Чулалонгкорн скончался. Его преемник Король Вачиравуд использовал оставшуюся сумму на строительство университета в Бангкоке, названного в честь Чулалонгкорна.